# Réviseur (langagier)
Un réviseur est un langagier qui s'occupe du contrôle de la qualité des traductions. Les cabinets de traduction et les maisons d'édition doivent faire appel à des réviseurs linguistiques. En outre, les cabinets d'avocats font également appel à des réviseurs spécialisés dans le domaine juridique. Les réviseurs sont généralement choisis parmi les traducteurs d'expérience. Quant aux réviseurs juridiques, ils sont généralement choisis parmi les juristes ayant de l'expérience en traduction. 
La révision d'un texte consiste à relire le texte pour corriger les fautes, reformuler les phrases, vérifier le contenu ; on parle aussi de relecture.  La relecture comparative consiste à comparer les éléments d'un texte traduit avec sa version originale (de l'anglais au français, par exemple), afin de s'assurer que toutes les idées ont été correctement adaptées.

## Sources
1. ↑  « Définitions des activités de révision », sur reviseurs.ca, 12 décembre 2009 (consulté le 14 juin 2023).

- Horguelin, P. et M. Pharand. (2009). Pratique de la révision, 4e éd. Montréal : Linguatech.